# Волфрам фон Рихтхофен
Волфрам фон Рихтхофен (Бартозовек, 10. октобар 1895 — Бад Ишл, 12. јул 1945) је био фелдмаршал Луфтвафеа. Учествовао је у Првом, Другом и Шпанском грађанском рату. Његов брат је био Манфред фон Рихтхофен познат као Црвени Барон, који је остварио осамдесет ваздушних победа током Првог светског рата.

## Биографија
Рихтхофен се придружио Немачкој војсци 1913. године и током Првог светског рата је служио и на западном и на источном фронту. Прекомандован је 1917. године у ескадрилу Јасте 11 којом је командовао његов брат Манфред. До краја рата је напредовао до чина поручника. У ваздушним борбама је остварио осам потврђених победа.
За време Првог светског рата, две године је служио у копненим јединицама, а осам месеци у ваздухопловним јединицама. На копну је командовао јединицама величине вода, и за добру службу је награђен Гвозденим крстом другог реда. За храброст показану у ваздушној борби награђен је Гвозденим крстом првог реда.
Након рата је завршио студије инжењерства, пре него што се прикључио Немачкој војсци 1927. године. У периоду између 1929. и 1933. путовао је у Италију као члан Немачког генералштаба. Када је Луфтвафе формиран 1933. године, Рихтхофен је постављен на место једног од главних техничких сарадника за развој авијације. Током Шпанског грађанског рата, служио је у легији Кондор, која је била под командом Хуга Шперлеа. Током 1938. године он је преузео команду над легијом, и радио на развоју тактике за блиску подршку копненим јединицама.
Када је почео напад на Пољску 1939. командовао је јединицама опремљеним штука авионима. Пред битку за Британију поверена му је команда над Осмим ваздушним корпусом. Ова јединица је оставрила значајне успехе, па је Рихтхофен унапређен у чин генерала авијације у јулу 1940. године. Током Балканске кампање командовао је јединицама у бици за Крит.
За време операције Барбароса Рихтофену је под команду опет додељен Осми ваздушни корпус, који је имао задатак да пружа подршку Панцер групи 3, која је била део Групе армија Центар. У фебруару 1942. године је унапређен у генерала армије. Учествовао је акцији освајања Крима, а у јулу му је додељена команда над Луфтфлотом 4. Постао је најмлађи немачки фелдмаршал у фебруару 1943. У јуну исте године је преузео команду над Луфтфлотом 2, која је била стационирана у Италији.
Рихтхофен је боловао од рака на мозгу и због тога је напустио своју позицију 27. октобра 1944. године. Након завршетка рата је ухапшен је стране савезника. Умро је од рака 12. јула 1945. године док је био у затвору у Аустрији.